# Keikokushū
Le Keikokushū (経国集) est la troisième collection de poésie kanshi commandée par l'empereur du Japon. Le texte est compilé par Yoshimine no Yasuyo, Minabuchi no Hirosada, Sugawara no Kiyotomo, Yasuno no Fumitugu, Shigeno no Sadanushi et Abe no Yoshihito sous la direction de l'empereur Junna. Le texte est achevé en 827, treize ans après la précédente collection impériale, Bunka shūreishū. La valeur politique de la poésie est mise en évidence. Le nom de cette anthologie fait allusion à une phrase célèbre de l’empereur chinois Wendi[Lequel ?] : « La littérature n’est pas une activité moins noble que le gouvernement d’un État, c’est aussi une façon de vivre éternellement. »

## Contenu
La collection comprend vingt volumes dont il ne reste que six livres : 1, 10, 11, 13, 14 et 20. Il contient des œuvres écrites pendant les cent vingt années de 707 à 827 avec des contributions de 178 auteurs. En plus de 917 poèmes, il compte également 17 fu et 38 exercices de promotion administrative.